# Дельфин (футбольный клуб)
«Дельфи́н» (исп. Delfín Sporting Club) — эквадорский футбольный клуб из города Манта, третьего по значимости города Эквадора. На данный момент выступает в серии А, сильнейшем футбольном дивизионе страны.

## История
Футбольный клуб «Дельфин» был основан 1 марта 1989 года. Уже в первом своём сезоне команде удалось завоевать путёвку в высшую лигу. «Дельфин» смог удержаться в элите до сезона 1995 года. После вылетел в Серию B. В сезонах 1998—1999 и в 2001 году «Дельфин» также участвовал в Серии A. Отыграв в Серии B шесть лет, «Дельфин» в 2008 году опустился в третью лигу. В 2013 году команда выиграла третью лигу, а затем, через два сезона, выиграла и Серию B. Начиная с 2016 года команда выступает в эквадорской Серии А.
В середине 2017 года «Дельфин» выиграл первый этап чемпионата Эквадора, получив право сыграть в финальных матчах сезона. Второй этап клуб завершил на четвёртой строчке, что не позволило избежать финала. Чемпионом второй половины турнира стал «Эмелек». В решающем двухраундовом противостоянии сильнее оказался клуб из Гуаякиля (0:2 и 2:4).
В 2019 году «Дельфин» сумел впервые в своей истории стать чемпионом Эквадора. В регулярном чемпионате команда заняла четвёртое место. В четвертьфинале сумела пройти «Индепендьенте дель Валье» (который в том году стал обладателем Южноамериканского кубка), сыграв дважды вничью, но пройдя в следующий раунд за счёт более высокого места в регулярном турнире. В полуфинале «Дельфин» обыграл «Макару» (2:1, 1:1). В финале в серии пенальти команда из Манты оказалась сильнее действующего чемпиона ЛДУ Кито. Таким образом, «Дельфин» стал третьим клубом не из Кито или Гуаякиля, который сумел стать чемпионом Эквадора, и первым клубом-чемпионом, представляющим не административный центр своей провинции.
Наиболее принципиальным соперником «дельфинов» является клуб ЛДУ из Портовьехо. Их противостояние окрестили «Класико Манабита».

## Титулы и достижения

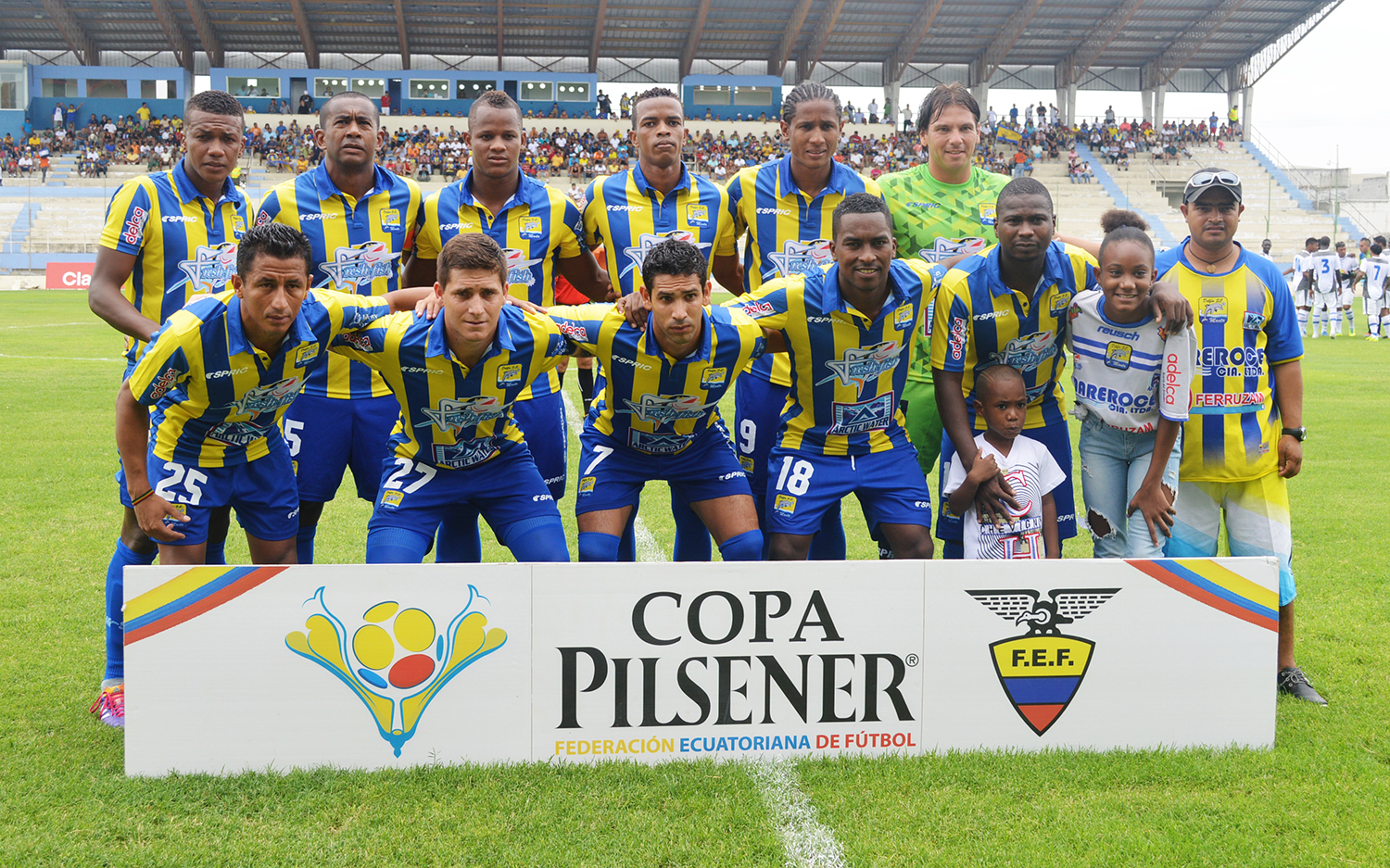
«Дельфин» — участник Серии B 2014

- Чемпион Эквадора (1): 2019
- Вице-чемпион Эквадора (1): 2017
- Чемпион Cерии B (2): 1989, 2015

## Стадион
Домашние матчи команда «Дельфин» проводит на стадионе «Хокай», который был построен в начале 1962 года. В 2004 году стадион был реконструирован и вместимость составляет порядка 18 000 зрителей. Данный стадион «Дельфин» делит с другой командой из города Манта — футбольным клубом «Манта», который на данный момент играет в серии B.

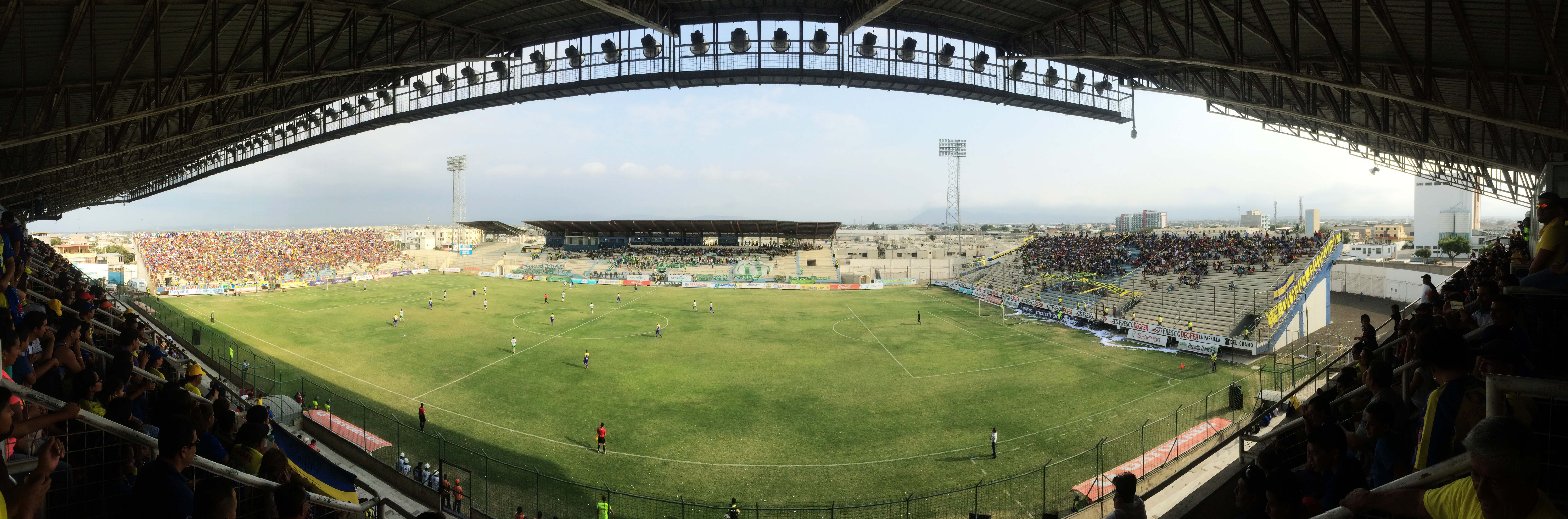
Панорама стадиона «Хокай» в 2015 году